# الموسوعة الكتابية

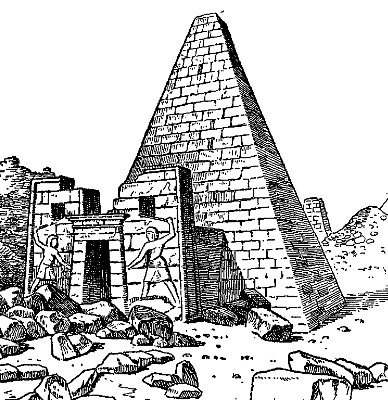

الموسوعة الكتابية: Encyclopaedia Biblica من أهم وأجرأ الموسوعات التي تعالج الكتاب المقدس بشطريه وتاريخ شخصياته وقصصه بالإضافة لتقديم معلومات عن تاريخ نقده ومقالات مفصلة عن الخلفية القبلية والحضارية والدينية لشعوب بلاد كنعان ومصر وبابل واليونان والعرب وتأثيرها على قصص الكتاب المقدس.

## المؤلفون
شارك في تأليف الموسوعة أكثر من خمسين شخصا منهم أساتذة جامعات غربية من لندن ودبلين وأكسفورد وإدنبرة ونيويورك وبرلين وحتى راعي كنيسة ويستمنستر الشهيرة دكتور الإلهيات روبينسون والمستشرق الألماني المشهور نولدكه قبيل السنوات الأولى من القرن العشرين.

## عنوان الموسوعة
والاسم الرسمي للموسوعة هو: الموسوعة الكتابية: قاموس نقدي للتاريخ الأدبي والسياسي والديني والأثار والجعرافية والتاريخ الطبيعي للكتاب المقدس.
Encyclopaedia Biblica: A Critical Dictionary of the Literary, Political and Religious History, the Archaeology, Geography, and Natural History of the Bible (New York: Macmillan; London: Adam and Charles Black, 1899-1903)
edited by The Rev. Thomas Kelly Cheyne, M.A., Dd
and John Sutherland Black, M.A. LL.D

## توجه الموسوعة
والموسوعة موجهة للباحثين والمختصين في الدراسات المتعلقة بالكتاب المقدس، وتتميز بدرجة عالية من الصراحة والموضوعية رغم أنطلاقها من وجهة نظر مسيحية.
ورغم مرور أكثر من قرن على كتابة هذه الموسوعة إلا أنها ما زالت من أهم الموسوعات في هذا المجال، وكونها مؤلفة من أربعة أجزاء وخارج حقوق الطبع يسهل قرائتها والاقتطاف منها للطلاب والباحثين.

## توفر الموسوعة
تتوفر نسخة إلكترونية مجانية عن الموسوعة كما في الرابط أدناه، لكن هذه النسخة تشمل عددا من الأخطاء المطبعية بسبب أخطاء في التعرف على الحروف أحيانا.

## وصلات خارجية
- رابط الموسوعة من مكتبة جامعة كيس ويسترن رزرف
- المجلد الأول
- المجلد الثاني
- المجلد الثالث
- المجلد الرابع